# Peter Gabriel (album de 1978)
Pour la liste des trois autres albums homonymes de Peter Gabriel, voir Peter Gabriel (homonymie)
Albums de Peter Gabriel
Peter Gabriel
(1977) Peter Gabriel
(1980)
Singles
1. D.I.Y
Sortie : juin 1978

Peter Gabriel est le second album solo homonyme de cet auteur-compositeur-interprète britannique. Il est sorti en juin 1978 sur le label Charisma et a été produit par Robert Fripp. Les quatre premiers enregistrements studio de Gabriel étant sans titre, cet album est communément désigné soit par le numéro 2, soit par le nom Scratch (« griffure ») en référence à la couverture, une photographie de l'artiste retouché de manière à donner l'impression que ses doigts déchirent la couverture de l'album.

## Historique
Cet album de Peter Gabriel est enregistré dans les studios Relight d'Hilvarenbeek aux Pays-Bas et The Hit Factory de New York. Produit par Robert Fripp, cet album forme une trilogie avec "Sacred Songs" de Daryl Hall et "Exposure" de Fripp, tous trois produits par l'ex-King Crimson. D'ailleurs, la pièce Exposure se retrouvera sur l'album solo de Robert Fripp sous une forme différente et chantée par Terre Roche[réf. nécessaire]
Moins accessible musicalement que son prédécesseur et ne contenant aucun single hit majeur (D.I.Y n'entrant pas dans les charts, hormis en France), cet album se classe néanmoins à la 10e place des charts britanniques et à la 38e place du billboard 200 aux États-Unis. En France il eut plus de succès se classant à la 2e place des charts[réf. nécessaire]

## Liste des chansons
- Peter Gabriel a composé tous les titres de l'album sauf indications contraires ;

Face 1
1. On the Air – 5:30
2. D.I.Y. – 2:37
3. Mother of Violence – 3:10 (Jill Gabriel / Peter Gabriel)
4. A Wonderful Day in a One-Way World – 3:33
5. White Shadow – 5:14

Face 2
1. Indigo – 3:30
2. Animal Magic – 3:26
3. Exposure – 4:12 (Peter Gabriel / Robert Fripp)
4. Flotsam and Jetsam – 2:17
5. Perspective – 3:23
6. Home Sweet Home – 4:37

## Musiciens
- Peter Gabriel ; chant, orgue Hammond sur 11, piano sur 2, synthétiseur sur 5 et 7
- Robert Fripp ; guitare électrique sur 1, 3, 5, 10, guitare acoustique sur 5, Frippertronics sur 8, production
- Sid McGinnis ; guitare électrique sur 1, 4, 8, 9, 10, 11, guitare acoustique sur 2, 3, guitare pedal steel sur 3, 4, 5, 6, 9, 11 mandoline sur 2, chœurs sur 7
- Tony Levin ; basse sur 1, 5, 7, 8, 10, 11, Chapman Stick sur 2, 4, 9, contrebasse sur 6, chœurs sur 1, 4, 7, 10, 11
- Larry Fast (en) ; synthétiseurs et traitements sur 1, 2, 5, 7, 10
- Roy Bittan ; claviers sur 1, 3, 5, 6, 10, 11
- Bayete (en) ; claviers sur 2, 4, 6, 7
- Jerry Marotta ; batterie sauf sur 3, chœurs sur 1, 4, 10, 11
- George Marge ; flûte à bec sur 6, 8, 9
- Tim Cappello ; saxophone sur 10, 11
- John Tims – insectes sur 3

## Charts
Charts album
| Pays             | Durée du classement | Meilleur classement |
| ---------------- | ------------------- | ------------------- |
| Allemagne        | 1 semaine           | 49e                 |
| Canada           | 8 semaines          | 46e                 |
| États-Unis       | 17 semaines         | 38e                 |
| France           | 52 semaines         | 2 e                 |
| Nouvelle-Zélande | 1 semaine           | 24 e                |
| Pays-Bas         | 1 semaine           | 48e                 |
| Royaume-Uni      | 8 semaines          | 10e                 |

Charts singles
| Année | Single | Chart   | durée du classement | Position |
| ----- | ------ | ------- | ------------------- | -------- |
| 1978  | D.I.Y. | Top 100 | 10 semaines         | 55e      |